# Anne Terpstra
Anne Terpstra (Zierikzee, 5 januari 1991) is een Nederlands wielrenster, vooral actief in het mountainbiken. Ze werd in deze discipline reeds vijf keer kampioen van Nederland.
In 2009 won ze als junior de wereldbeker in Madrid, eerder dat jaar werd ze ook al derde in Houffalize. Daarnaast won ze een bronzen medaille op het EK in Zoetermeer. In 2010 stapte ze over naar de beloften, ze eindigde als 7de op het EK en 34ste op het WK. Een jaar later werd ze 5de op het WK. In 2012 was haar doel te starten aan de Olympische spelen, ze slaagde hier echter niet in. Op het EK in Moskou haalde ze twee bronzen medailles, derde in de teamrelay en derde op de cross-country.
In 2013 stapte ze over naar het Superior Brentjens MTB Racing Team, waar ze onder de hoede komt van ex-olympisch MTB kampioen Bart Brentjens. Dat seizoen werd ze ook voor de eerste maal Nederlands kampioen, door in de laatste ronde Annefleur Kalvenhaar af te schudden. In 2014, 2015, 2016 en 2018 werd ze Nederlands kampioen. Op het EK in mei 2016 in Huskvarna werd ze elfde. Hierdoor plaatste ze zich net niet voor de Olympische Spelen. Op 28 juli maakte de UCI echter bekend dat een deelnemer uit de top 10 uit de uitslag is geschrapt, waardoor ze toch naar Rio de Janeiro mocht afreizen. In juli 2018 werd Terpstra voor de vijfde keer Nederlands kampioen, met een ruime voorsprong op de nummer twee, Anna van der Breggen.
Op 27 juli 2021 nam ze namens Nederland deel aan de Olympische Spelen in Tokio; op de mountainbike werd ze vijfde, op twee en een halve minuut achter winnares Jolanda Neff.

## Palmares

### Mountainbiken

#### Elite
| Seizoen | Wereldbeker | OS  | WK     | EK     | NK     | Overige                                  | Totaal aantal zeges |  |
| ------- | ----------- | --- | ------ | ------ | ------ | ---------------------------------------- | ------------------- |  |
| 2010    |             |     | NVT    | NVT    | Brons  | Verviers                                 | 1                   |  |
| 2011    |             |     | NVT    | NVT    | Brons  |                                          | 0                   |  |
| 2012    |             | DNQ | NVT    | NVT    | Brons  | Malmedy, Antwerpen, Landgraaf, Nieuwkuik | 4                   |  |
| 2013    |             |     | NVT    | NVT    | Goud   | Maalot, Landgraaf                        | 3                   |  |
| 2014    |             |     | 41e    | 26e    | Goud   | Nieuwkuijk, Apeldoorn                    | 3                   |  |
| 2015    |             |     | 20e    | 26e    | Goud   | Kolding                                  | 2                   |  |
| 2016    |             | 15e | DNF    | 11e    | Goud   | Zoetermeer                               | 2                   |  |
| 2017    |             |     | 12e    | 7e     | Zilver | Nieuwkuik, Gedern, Lohr-Wombach          | 3                   |  |
| 2018    |             |     | DNF    | DNS    | Goud   | Windhaag, Gedern, Houffaize              | 4                   |  |
| 2019    | Vallnord    |     | 4e     | 4e     | DNS    | Bedrichov, Mestov Touskov, Zadov, Brno   | 5                   |  |
| 2020    |             |     | DNF    | ↑      | Goud   | Mestov Touskov, Zadov, Brno              | 4                   |  |
| 2021    |             | 5e  | Zilver | Zilver | DNS    | Obergessertshausen, Haiming, Brasy       | 3                   |  |
| 2022    | Vallnord    |     | 6e     | Brons  | Goud   | Mesto Touskov, Izu city                  | 4                   |  |
|         |             |     |        |        |        |                                          |                     |  |
| Totaal  | 2           | 0   | 0      | 0      | 7      | 29                                       | 38                  |  |

#### Erelijst
| Seizoen | Aantal zeges |     | Regenboogtrui | Europeese kampioenstrui | Nederlandse kampioenstrui | WB  | UCI   |  |
| ------- | ------------ | --- | ------------- | ----------------------- | ------------------------- | --- | ----- |  |
| 2018    | 4            | NVT | DNF           | DNS                     | Goud                      | 39e | 21e   |  |
| 2019    | 5            | NVT | 4e            | 4e                      | DNS                       | 4e  | Goud  |  |
| 2020    | 4            | NVT | DNF           | ↑                       | Goud                      | NVT | Brons |  |
| 2021    | 3            | 5e  | Zilver        | Zilver                  | DNS                       | 10e | 9e    |  |
|         |              |     |               |                         |                           |     |       |  |
| Totaal  | 5            | 0   | 0             | 0                       | 2                         | 0   | 0     |  |

### Veldrijden

#### Resultatentabel elite
| Seizoen   |    | WK | EK | NK |     | Klassementen | Klassementen | Klassementen | Klassementen |       | UCI- ranking |   | Podia | Podia | Podia | Aantal crossen |
| Seizoen   | WB | WK | EK | NK | SP  | Trofee       | TOI TOI      | Goud         | Zilver       | Brons | UCI- ranking |   |       |       |       | Aantal crossen |
| --------- | -- | -- | -- | -- | --- | ------------ | ------------ | ------------ | ------------ | ----- | ------------ | - | ----- | ----- | ----- | -------------- |
| 2016-2017 |    | –  | –  | –  |     | –            | –            | 32e          | –            |       | 199e         |   | –     | –     | –     | 6              |
| 2017-2018 | –  | –  | –  | –  | 31e | 36e          | –            | 335e         | –            | –     | –            | 5 |       |       |       |                |
| 2018-2019 | –  | –  | –  | –  | –   | 43e          | 34e          | 257e         | –            | –     | –            | 4 |       |       |       |                |
| 2019-2020 | –  | –  | –  | –  | –   | 33e          | 32e          | 130e         | –            | 1     | –            | 4 |       |       |       |                |
| 2020-2021 |    |    |    |    |     |              |              |              | –            | –     | –            | – |       |       |       |                |
| Totaal    |    | –  | –  | –  |     | –            | –            | –            | –            |       | –            |   | –     | 1     | –     | 19             |